# Серфінг на літніх Олімпійських іграх 2024 — кваліфікація
У змаганнях з серфінгу на літніх Олімпійських іграх 2024 року візьмуть участь 48 серфінгістів (по 24 кожної статі), щонайбільше по дві або три особи кожної статі від кожної країни.

## Правила кваліфікації
Квотні місця між Серфінгістами розподіляються так:
- Як країна-господарка, Франція резервує по одному квотному місцю серед чоловіків і жінок. Якщо один або кілька французьких серфінгістів зможуть пройти кваліфікацію напряму, то їхні місця буде перерозподілено за підсумками Всесвітніх ігор ISA з серфінгу 2024.
- Всесвітні ігри з серфінгу ISA 2022 – НОК, що перемогли в змаганнях команд кожної статі, одержують по додатковій квоті, понад обмеження у дві квоти на країну.
- Світова ліга серфінгу 2023 – десять найкращих чоловіків і вісім найкращих жінок одержать квотні місця.
- Панамериканські ігри 2023 року – переможці чоловічого та жіночого змагань дістануть право на участь в Олімпійських іграх; якщо ж переможець кваліфікувався раніше, то квота переходить до серфінгіста, який посів наступне місце.
- Всесвітні ігри з серфінгу ISA 2023 – серфінгіст чоловічої та жіночої статі з найвищим місцем від кожного континенту здобуде квоту на участь в Олімпійських іграх; якщо переможець вже кваліфікувався на олімпійський турнір, то це право перейде до серфінгіста, що посів наступне місце. Спортсмен, який посів найвище місце від континенту (або наступний спортсмен, якщо відбудеться перерозподіл) має посісти місце в топ-30 на цьому змаганні; якщо ця вимога не виконується, то квота буде перерозподілена спортсмену, що ще не пройшов кваліфікацію, який посів наступне місце, незалежно від континенту.
- Всесвітні ігри з серфінгу ISA 2024 – НОК, що перемогли в змаганнях команд кожної статі, здобувають по додатковій квоті, понад обмеження у дві квоти на країну. Крім того, квоти одержать п’ять найкращих чоловіків і сім найкращих жінок.
- Універсальне місце – додаткове місце в змаганнях кожної статі буде надано НОК, що відповідають вимогам, згідно з принципом універсальности. Серфінгіст, що претендує на універсальне місце, має фінішувати серед 50 найкращих на Всесвітніх іграх ISA з серфінгу 2023 або 2024 років[1][2].

## Кваліфікаційні змагання
| Дисципліна                       | Дата                       | Місце          |
| -------------------------------- | -------------------------- | -------------- |
| Всесвітні ігри з серфінгу 2022   | 16–24 вересня 2022         | Гантінгтон-Біч |
| Світова ліга серфінгу 2023       | січень – вересень 2023     | Різні          |
| Всесвітні ігри з серфінгу 2023   | 30 травня – 7 червня 2023  | Ла-Лібертад    |
| Панамериканські ігри 2023        | 24–30 жовтня 2023          | Пунта де Лобос |
| Всесвітні ігри з серфінгу 2024   | 22 лютого – 2 березня 2024 | Аресібо        |
| Перерозподіл невикористаних квот | червень 2024               | —              |

## Країни, що кваліфікувалися
| НОК                 | Чоловіки | Жінки | Загалом |
| ------------------- | -------- | ----- | ------- |
| Австралія (AUS)     | 2        | 2     | 4       |
| Бразилія (BRA)      | 3        | 3     | 6       |
| Канада (CAN)        | 0        | 1     | 1       |
| Китай (CHN)         | 0        | 1     | 1       |
| Коста-Рика (CRC)    | 0        | 1     | 1       |
| Сальвадор (ESA)     | 1        | 0     | 1       |
| Франція (FRA)       | 2        | 2     | 4       |
| Німеччина (GER)     | 1        | 1     | 2       |
| Індонезія (INA)     | 1        | 0     | 1       |
| Ізраїль (ISR)       | 0        | 1     | 1       |
| Італія (ITA)        | 1        | 0     | 1       |
| Японія (JPN)        | 3        | 1     | 4       |
| Мексика (MEX)       | 1        | 0     | 1       |
| Марокко (MAR)       | 1        | 0     | 1       |
| Нова Зеландія (NZL) | 1        | 1     | 2       |
| Нікарагуа (NCA)     | 0        | 1     | 1       |
| Перу (PER)          | 2        | 1     | 3       |
| Португалія (POR)    | 0        | 2     | 2       |
| ПАР (RSA)           | 2        | 1     | 3       |
| Іспанія (ESP)       | 1        | 2     | 3       |
| США (USA)           | 2        | 3     | 5       |
| Загалом: 21 НОК     | 24       | 24    | 48      |

## Дисципліни

### Коротка дошка, чоловіки
| Всесвітні ігри з серфінгу 2022 (командна квота)                                                | 1  | Коннор О'Лірі (JPN) |  |  |
| Світова ліга серфінгу 2023                                                                     | 10 | Ітан Евінґ (AUS) Джек Робінсон (AUS) Філіпе Толедо (BRA) Жуан Кіанка (BRA) Леонардо Фіораванті (ITA) Каноа Іґарасі (JPN) Меттью Мак-Джилліврей (RSA) Йорді Сміт (RSA) Ґріффін Колапінто (USA) Джон Джон Флоренс (USA) |  |  |
| Всесвітні ігри з серфінгу 2023 – Африка                                                        | —  | — |  |  |
| Всесвітні ігри з серфінгу 2023 – Азія                                                          | 1  | Рео Інаба (JPN) |  |  |
| Всесвітні ігри з серфінгу 2023 – Європа                                                        | 1  | Колі Вас (FRA) |  |  |
| Всесвітні ігри з серфінгу 2023 – Океанія                                                       | 1  | Біллі Стейрманд (NZL) |  |  |
| Панамериканські ігри 2023                                                                      | 1  | Лукка Месінас (PER) |  |  |
| Перерозподіл континентальної квоти                                                             | 1  | Алан Клівленд (MEX) |  |  |
| Всесвітні ігри з серфінгу 2024 (командна квота)                                                | 1  | Габріел Медіна (BRA) |  |  |
| Всесвітні ігри з серфінгу 2024 (індивідуальні місця і перерозподілена квота країни-господарки) | 6  | Жоан Дюрю (FRA) Тім Ельтер (GER) Ріо Вайда (INA) Рамзі Бухіам (MAR) Алонсо Корреа (PER) Анді Крієре (ESP) |  |  |
| Універсальні місця                                                                             | 1  | Браян Перес (ESA) |  |  |
| Загалом                                                                                        | 24 | |  |  |

1. ↑  Позаяк Йорді Сміт з ПАР кваліфікувався через Світову лігу серфінгу 2023, а марооканець Тева Бушґва (який фінішував другим від Африки), не потрапив до першої тридцятки на цьому змаганні, то африканська континентальна квота перейшла до спортсмена, який посів наступне найвище місце, який ще не кваліфікувався, незалежно від континенту, в цьому випадку це переможець змагань мексиканець Алан Клівленд.
2. ↑  Позаяк японець Каноа Іґарасі кваліфікувався через Світову лігу серфінгу 2023, то азійська континентальна квота перейшла до японця Рео Інаби, як спортсменові, що посів друге найвище місце від Азії.

### Коротка дошка, жінки
| Всесвітні ігри з серфінгу 2022 (командна квота)                                                | 1  | Кейтлін Сіммерс (USA) |  |  |
| Світова ліга серфінгу 2023                                                                     | 8  | Тайлер Райт (AUS) Моллі Піклум (AUS) Татіана Вестон-Вебб (BRA) Бріса Геннессі (CRC) Жоанн Дефе (FRA) Тереза Бонвалот (POR) Карісса Мур (USA) Каролін Маркс (USA) |  |  |
| Всесвітні ігри з серфінгу 2023 – Африка                                                        | 1  | Сара Баум (RSA) |  |  |
| Всесвітні ігри з серфінгу 2023 – Азія                                                          | 1  | Шіно Мацуда (JPN) |  |  |
| Всесвітні ігри з серфінгу 2023 – Європа                                                        | 1  | Ваїн Ф'єрро (FRA) |  |  |
| Всесвітні ігри з серфінгу 2023 – Океанія                                                       | 1  | Саффі Ветт (NZL) |  |  |
| Панамериканські ігри 2023                                                                      | 1  | Саноа Дампфль-Олін (CAN) |  |  |
| Всесвітні ігри з серфінгу 2024 (командна квота)                                                | 1  | Луана Сілва (BRA) |  |  |
| Всесвітні ігри з серфінгу 2024 (індивідуальні місця і перерозподілена квота країни-господарки) | 8  | Тайна Гінкель (BRA) Ян Сиці (CHN) Камілла Кемп (GER) Анат Леліор (ISR) Соль Агірре (PER) Йоланда Секейра (POR) Надя Еростарбе (ESP) Ханіре Гонсалес (ESP)        |  |  |
| Універсальні місця                                                                             | 1  | Канделарія Ресано (NCA) |  |  |
| Загалом                                                                                        | 24 | |  |  |

1. ↑  Позаяк переможниця бразилійка Татіана Вестон-Вебб кваліфікувалася через Світову лігу серфінгу 2023, то американська континентальна квота перейшла до канадійки Саноа Дампфль-Олін, яка посіла 2-ге місце.